# Herlev
 Denne artikel handler om bydelen Herlev. Ordet Herlev bruges ofte også som en kort betegnelse for Herlev Kommune.
Herlev er en bydel i Storkøbenhavn med 29.816 indbyggere  (2024) beliggende ca. 11 kilometer nordvest for København Centrum mellem Rødovre mod syd, Ballerup og Skovlunde mod vest og Gladsaxe mod nord.

## Etymologi
Herlev omtales første gang 29. juni 1268 i Æbelholtbogen som Herløff, Herløffue, 11. november 1335 som Herløuæ. Forleddet er formentlig hær, efterleddet -lev. Det har været foreslået at første led kunne være afledt af det oldnordiske mandsnavn Heri, som fortsat er i brug på Færøerne, men denne forklaring er blevet afvist som sprogligt ubegrundet. Den 11. november 1440 og senere tillige omtalt som Sønderherløff for at adskille det fra Nørre Herlev i Lynge-Frederiksborg Herred.

## Historie
Herlev Kirke er bygget omkring 1450 og hedder Skt. Laurentii kirke. Skt. Laurentius var en kristen martyr, der blev brændt ihjel af den romerske kejser, hvilket er årsagen til risten der indgår i Herlevs byvåben.
I 1682 fandtes der i Herlev 18 gårde, 1 hus med jord og 16 huse uden jord. Det samlede dyrkede areal udgjorde 845,5 tønder land skyldsat til 299,35 tdr. hartkorn. Dyrkningsformen var trevangsbrug.

### Stationsbyen
I 1879 blev Frederikssundbanen anlagt, og der blev etableret en station, som dengang lå for langt fra den daværende landsby til at byudviklingen fulgte med.
Endnu ved århundredeskiftet (1900) udgjorde Herlev et landligt område med landsbyen Herlev ved Frederikssundvejen, med kirke, skole, kro og jernbanestation, mens bebyggelsen Hjortespring var meget spredt liggende og havde en skole. Lige efter århundredeskiftet begyndte imidlertid en forstadsudvikling ved Buddinge og Søborg, der som Herlev på daværende tidspunkt udgjorde en del af Gladsaxe kommune. I Herlev ønskede man imidlertid ikke at blive inddraget i forstadsudviklingen. I 1906 ansøgte en gruppe borgere derfor om at få udskilt Herlev fra Gladsaxe. Amtsrådet forlangte en afstemning om sagen, og i 1907 gik borgerne i Herlev til valg under mottoet: "Vi er, og vil vedblive at være en agrarisk by". Udfaldet af afstemningen var at alle vælgere stemte for adskillelsen med undtagelse af 6, der undlod at stemme, og den 1. april 1909 blev Herlev kommune udskilt fra Gladsaxe som en selvstændig kommune. Herlev Sogn blev i 1921 udskilt som et eget sognekald fra Gladsaxe Sogn.
Efter århundredeskiftet begyndte en stationsby imidlertid at vokse frem på en del af Herlevs jorder, dels ved udstykning omkring stationen sydøst for landsbyen, dels ved udstykning af nogle jorder øst for byen. Den fremvoksende Herlev stationsby havde i 1911 607 indbyggere, hvilket voksede til 718 i 1916, 814 i 1921, 1.327 i 1925, 1.788 i 1930, 2.090 i 1935, 2.450 i 1940 og 3.311 i 1945. Blandt andet skete der en bosættelse af folk med arbejde i København: af 846 beskæftigede i kommunen i 1928 havde de 274 (32,4%) deres indkomst fra København. I 1935 var antallet af pendlere til København vokset til 394.
I 1921 blev Herlev beskrevet som en "voksende Sogne- og Stationsby i Nordsjælland, c. 9 km NV f. Kbhvn ved Frederikssundsvejen". Byen havde kirke, stor skolebygning (opført 1907), vandværk og kro. I 1930 fandtes endvidere præstebolig, læge, postekspedition, telegraf- og telefonstation, "for Skolevæsenet er indført Købstadordning" og kommunen var blevet forsynet med indlagt vand, elektricitet og gas.
Af byens 1.788 indbyggere i 1930 ernærede 214 sig ved landbrug, 898 ved håndværk og industri, 185 ved handel, 134 ved transport, 104 ved immateriel virksomhed, 94 ved husgerning, 137 var ude af erhverv, og 22 var uden angivelse. Kommunen havde da 2.384 indbyggere, det vil sige, at 75% af indbyggerne i kommunen boede i Herlev by, skønt den kun udgjorde 10-15% af kommunens samlede areal.

### Forstaden
I 1948 var der 3.009 skatteydere i Herlev Kommune; heraf havde 1.915 (63,6%) arbejde i København, 330 på Frederiksberg, 23 i Gentofte, 181 i Gladsaxe, 28 i Glostrup, 48 i Rødovre, 17 i Hvidovre, 30 i Lyngby-Taarbæk, 15 i Søllerød, 34 i Ballerup-Maaløv og 32 i Værløse Kommuner. Mens samlet 2.678 personer udpendlede, skete der samtidig en indpendling fra andre kommuner: 803 fra København, 55 fra Frederiksberg, 19 fra Gentofte, 155 fra Gladsaxe, 14 fra Glostrup, 10 fra Hvidovre, 33 fra Lyngby-Taarbæk, 36 fra Rødovre, 183 fra Ballerup-Maaløv og 36 fra Værløse, i alt 1.361 indpendlere.
Den 15. maj 1949 blev indført S-togsdrift. Sammen med bolignøden i Hovedstaden fik dette snart følger: udstykninger, ikke mindst af socialt boligbyggeri, fulgte slag i slag. Medvirkende til byens hastige inddragelse i forstadsudviklingen var også en ringvej som blev lagt gennem kommunen mellem den gamle landsby og villakvartererne øst herfor. I 1947 havde en kreds af arkitekter i Egnsplanudvalget offentliggjort en Egnsplan for Storkøbenhavn (senere kendt som Fingerplanen). Denne forudså at byudviklingen i hovedstadsområdets ydre dele skulle ske som "byfingre" langs udfaldsveje og i tilknytning til jernbaner. Forslaget omfattede også Herlev. En ringvej skulle skære gennem kommunen. Det blev foreslået at området nord for banen især skulle rumme boliger med tilhørende service, mens området sydvest for jernbane og ringvej skulle bruges til industri. Disse forslag blev fulgt: kommunen fik sin ringvej (Ring 3), der suppleredes af en motorringvej ved kommunens østlige grænse. Mod sydvest udvikledes et industrikvarter i tilknytning til vejene Mileparken og Marielundvej. Nord for banen udvikledes et bycenter i den gamle landsbys område lige nordvest for hvor Herlev Hovedgade og Ring 3 skar hinanden. I kommunens nordlige del blev bevaret et grønt område – en rest af de friarealer, som var forudset at blive bevarede mellem "byfingrene".
Herlevs inddragelse i forstadsudviklingen i tilknytning til Hovedstaden afspejler sig i indbyggertallet: endnu i 1945 havde man i kommunen kunnet skelne mellem Herlev by med 1.015 huse og 3.311 indbyggere og byen Hjortespring i kommunens nordlige del med 160 husstande og 558 indbyggere, men i 1950 var de to byer vokset sammen, og hele kommunen blev opgjort som forstadskommune til København. Det samlede indbyggertal voksede fra 3.869 i 1945 til 7.674 i 1950, 15.666 i 1955, 21.358 i 1960 og 23.407 fordelt på 7.012 husstande i 1965.
I 1957 var der 9.108 skatteydere i kommunen, heraf fik 5.097 (56,0%) deres indkomst i København.

## Presse
Lokalavisen hedder Herlev Bladet, der med et oplagstal på ca. 27.000 udkommer hver onsdag.

## Infrastruktur
I dag er stationen Herlevs (eneste) station på S-togslinjen til Ballerup / Frederikssund, omgivet af etageboliger, villaer, kollegium, dagligvarebutikker og virksomheder.
Endvidere er området et trafikalt knudepunkt, da byen gennemskæres af Herlev Hovedgade (sekundærrute 211, også kaldet Frederikssundsvej), O3, O4 og Motorring 3.

## Næringsliv
Herlev Bymidte er byens center, som indeholder bl.a. Sats, Føtex, Matas og ca. 40 andre butikker. I flere år havde Lærernes Indkøbscentral den ene af de to danske salgssteder i Herlev. Virksomheden gik dog konkurs i 2014, og butikken lukkede herefter.
I Herlev ligger også indkøbscenteret Big Shopping Center, som ligger på den gamle DISA-grund.
Herlev ligger i Herlev Kommune, hvori også Hjortespring indgår.

## Markante bygninger
Den mest markante bygning er det 25 etager høje Herlev Hospital, som er Danmarks 3. højeste bygning, med en højde på 120 m.
Af andre steder i Herlev kan nævnes Gammelgaard Kunst- og Kulturcenter, der ejes og drives af Herlev Kommune, og som huser skiftende udstillinger med dansk og international samtidskunst, Kagshuset, der er et behandlingssted for misbrugere af bl.a. stoffer og alkohol, Højbjerggård, der rummer Herlev Ungdomsskole, Saxbo, der førhen var et keramikværksted, men nu er en del af rådhuset, Hjulmandens Hus ved gadekæret på Herlev Bygade (nu kaffehus for pensionistklubberne) og Herløv Kro, bygget i 1863.

## Venskabsbyer
- Finland, Lieto
- Island, Seltjarnarnes
- Norge, Nesodden
- Sverige, Höganäs
- Tyskland, Eberswalde

## Galleri
- Herlev Vandtårn
- Herlev Kirke